# Muriel (football)
Pour les articles homonymes, voir Muriel et Becker.
Muriel Gustavo Becker dit Muriel, né le 14 février 1987 à Novo Hamburgo, est un footballeur brésilien. Il joue pour EC Vitória au poste de gardien de but. Il est le frère du gardien de but international brésilien, Alisson.

## Palmarès
Avec le SC Internacional
- Vainqueur de la Recopa Sudamericana en 2011
- Vainqueur du Campeonato Gaúcho en 2011, 2012 et 2013